# Голубев, Василий Николаевич
Василий Николаевич Голубев (31 марта 1913, Костромской уезд, Костромская губерния — 27 мая 1992, Москва) — советский журналист и прозаик, хозяйственный, государственный и политический деятель.

## Биография
Родился Василий Николаевич в 1913 году в деревне Коростелёво Бычихинской волости Костромского уезда Костромской губернии Российской империи.
В 1930—1931 годах работал помощником бухгалтера на текстильной фабрики в городе Иваново.

В 1931—1935 годах — экономист-плановик, секретарь комитета ВЛКСМ фабрики «Знамя труда» города Костромы.
В 1935—1937 годах проходил действительную военную службу по призыву в РККА.
В 1940 году вступил в ВКП(б). 

В 1941 году окончил инженерно-экономический факультет Московского авиационного института им. Серго Орджоникидзе.
Участник Великой Отечественной войны с 1941 года. Служил в органах военной контрразведки Балтийского и Северного флотов. Имел ранения в ноги. Был награждён орденом Отечественной войны 1-й степени, медалью «За отвагу», медалью «За оборону Советского Заполярья». Победу встретил в звании капитана. 
В 1946—1953 годах — инструктор, заведующий отделом пропаганды и агитации Кировского районного комитета КПСС города Москвы; заведующий сектором Московского городского комитета КПСС; заместитель заведующего отделом пропаганды и агитации Московского областного комитета КПСС.
В 1948 году окончил Высшую партийную школу при ЦК КПСС. 
В 1953—1955 годах — первый секретарь секретарь Краснополянского районного комитета КПСС Московской области.
В 1955-1957 годах — редактор журнала «Московский пропагандист».
В 1958-1968 годах — главный редактор выделившейся из «Московской правды» новой ежедневной газеты Московской области «Ленинское знамя». Первый номер газеты открывался приветствием МК КПСС и Московского областного Совета депутатов трудящихся, в котором говорилось, что «издание позволит более широко и полно осветить многогранную жизнь трудящихся Московской области, их самоотверженную борьбу на всех участках хозяйственного и культурного строительства». Василий Голубев ориентировал газету на освещение многообразных общественно-производственных связей внутри столичного региона, регулярную публикацию материалов об интересных исторических событиях и людях, прославивших своими делами Подмосковье.
 
На этот период пришёлся пик популярности «Ленинского знамени» – тираж газеты приближался к полумиллионной отметке, поэтому не удивительно, что коллеги доверили В. Н. Голубеву пост председателя Московской областной организации Союза журналистов СССР, а в 1959 году избрали своим делегатом на 1-й Всесоюзный съезд журналистов. 
С первых дней работы по созданию областной журналистской организации оргбюро под руководством В. Н. Голубева приступило к приёму в члены Союза творческих сотрудников редакций областных, районных и городских газет, областного радио, а также к формированию в каждой редакции первичных журналистских организаций. До конца 1957 года первые билеты члена Союза журналистов СССР получили 72 журналиста Подмосковья. 
«Служил в НКВД в «Смерше», а затем в армейских политорганах. Отлично видел людей и, как истинный комиссар, умел вынимать из них всё, что было нужно. Василий Николаевич Голубев сполна обладал недюжинной внутренней силой и обаянием. Широкое, всегда красноватое лицо с коротким прямым носом, быстрый острый взгляд сквозь тонкие очки, безупречная рубашка с галстуком, дорогой костюм – это был едва ли не эталонный «боец партии», который мог строить и ломать, казнить и миловать, свято веря в необходимость любого деяния, продиктованного командой, приказом, директивой. Просвещённые редакционные круги втихаря звали его «Василием Тёмным», – вспоминал известный советский журналист, лауреат премии Союза журналистов СССР Николай Тюрин. 
В 1968–1969 годах В. Н. Голубев работал главным редактором журнала «Журналист», был членом редколлегии газеты «Правда».
С мая 1969 года более 15 лет являлся главным редактором газеты «Социалистическая индустрия», сделав её популярным изданием, пользовавшимся авторитетом на медиарынке. 
В 1971—1985 годах был членом Центральной ревизионной комиссии КПСС. Делегат XXI — XXVI съездов КПСС.
С 1985 года — персональный пенсионер союзного значения.
В начале 1990-х годов вместе с космонавтом В. И. Севастьяновым намеревался воссоздать и реформировать коммунистическую партию. 
Умер в Москве 27 мая 1992 года. Похоронен на Кунцевском кладбище.
Семья: супруга Голубева Людмила Александровна (18.03.1921 — 19.09.1985), сын Голубев Виктор Васильевич (10.07.1941 — 05.02.2012); похоронены на Кунцевском кладбище.